# Achtersikkel

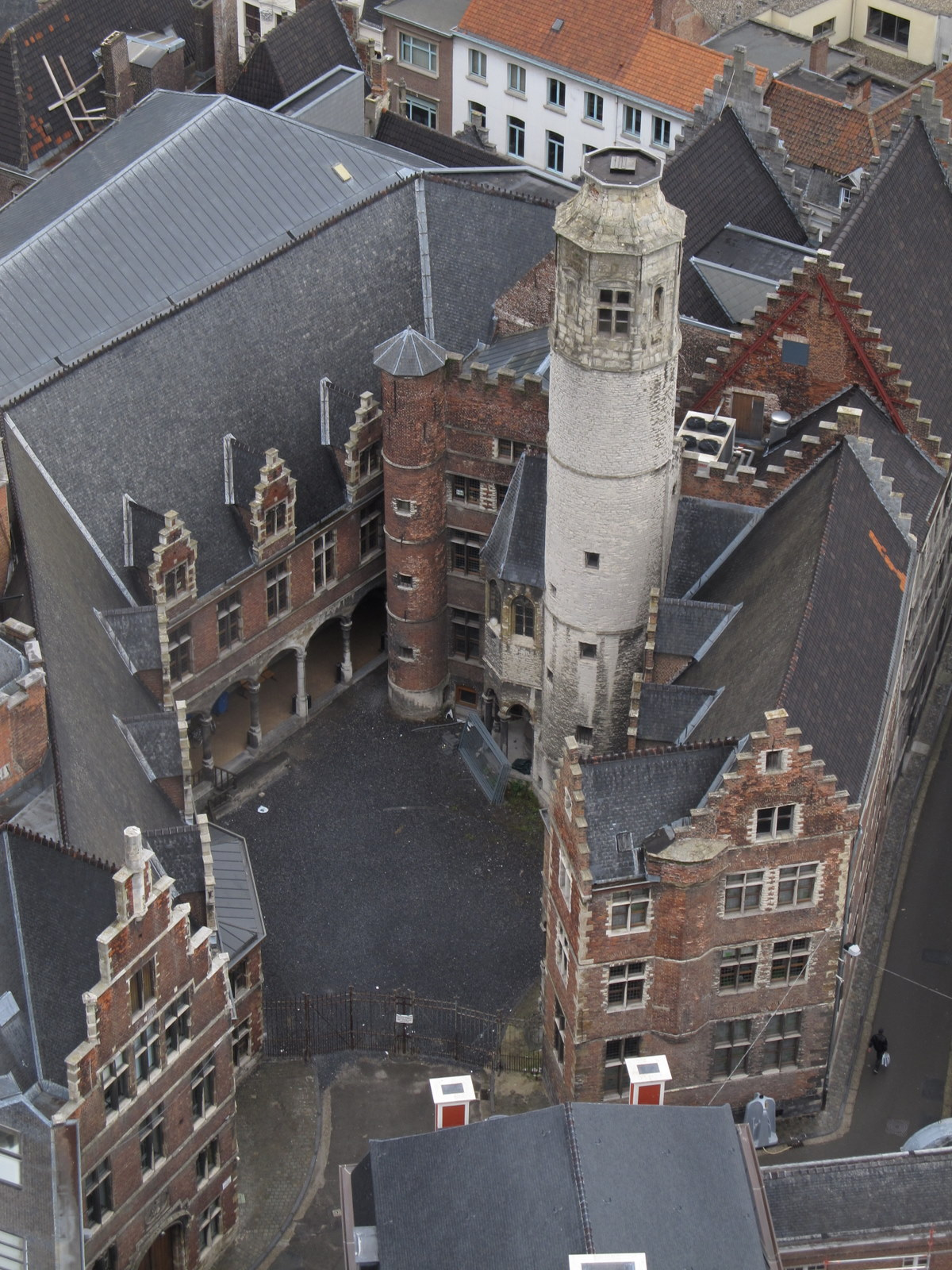
Achtersikkel gezien van op de toren van de Sint-Baafskathedraal

De Achtersikkel is een pleintje in Gent, gelegen bij de Hoogpoort en de Biezekapelstraat, met bebouwing uit de 14e en 15e eeuw.

## Beschrijving
De Achtersikkel ligt op korte afstand van de Sint-Baafskathedraal. Aan het pleintje staan een bakstenen hoektoren en een ronde toren, opgetrokken uit kalkzandsteen. Bovenaan heeft de ronde toren een achthoekige stenen belvédère.

De Achtersikkel dankt zijn naam aan de rijke patriciërsfamilie Van der Sickele, die lange tijd eigenaar van de gebouwen rond het pleintje was. De familie had een hoog politiek en maatschappelijk aanzien. De waterput op het pleintje wijst op hun rijkdom, want zulke luxe konden weinigen zich permitteren. Het gebouw met binnenpleintje lag aan de achterzijde van 'De Groote Zikkele', het hoofdhuis van de familie Van der Sickele. De laatste eigenares van deze familie was Elisabeth Van der Sickele, weduwe van Jan Damman, heer van Oomberge, die de eigendom in 1544 verkocht aan Olivier Lambrechts.
Na behoord te hebben aan verschillende eigenaars, werd Achterzikkel, die vanaf 1573 afgesplitst werd van de 'Groote Zikkele', het refugehuis van de abdij van Ename en dit tot in 1797. Op een niet nader bepaald tijdstip werd de binnenkoer een publiek plein, na het slopen van een voorbouw. In de 19de eeuw was het gebouw achtereenvolgens het lokaal van de vrijmetselaarsloge Les Vrais Amis (1820-1838), van de Koninklijke Korenmaatschappij (1855-1860), van de maatschappijen De tael is gansch het volk en het Van Crombrugghe's Genootschap en van de vrijmetselaarsloge La Liberté (1866-1900). Aangekocht door de stad Gent werd het ganse complex, 'Groote Zikkele' en 'Achterzikkel' opnieuw verenigd, in de jaren 1900-1908 door stadsarchitect Charles van Rysselberghe aanzienlijk verbouwd (restauratie en toevoeging van nieuwbouw) tot Muziekacademie.